# Gontrode
Gontrode is een dorp in de Belgische provincie Oost-Vlaanderen en een deelgemeente van Merelbeke-Melle, het was een zelfstandige gemeente tot aan de gemeentelijke herindeling van 1977.

## Geschiedenis
Op het grondgebied van Gontrode werden overblijfselen uit het neolithicum aangetroffen.
Een oudste vermelding gaat terug tot 980, als Rothen. Dit was afgeleid van het Germaanse "rothe", gerooid bos. In 1189 vindt men Guntroden. De Sint-Baafsabdij uit Gent bezat het patronaatsrecht van de kerk. De abdij richtte er tussen de 9e en 11e eeuw ook het "Hof van Roden" op als ontginningscentrum. Bestuurlijk hoorde het gebied tot het Land van Rode.
Tijdens de Eerste Wereldoorlog legden de Duitsers hier een vliegveld aan voor hun zeppelins en vliegtuigen. Wel is het luchtschip LZ 37 dat op 7 juni 1915 werd neergehaald boven Sint-Amandsberg, nooit zoals vaak wordt beweerd, opgestegen in Gontrode maar in Etterbeek. Het luchtschip had tijdens zijn bombardementsvlucht op Londen schade opgelopen en verloor hierdoor vrij snel hoogte. Mogelijk was Gontrode voorzien als noodlandingsplaats. In elk geval heeft het Gontrode nooit weten te bereiken. Heden is er wel nog een straat in Sint-Amandsberg die nog steeds de naam draagt van de Engelse piloot die de zeppelin wist te bombarderen en neer te halen, Reginald Warneford.

## Demografische ontwikkeling
- Bronnen:NIS, Opm:1831 tot en met 1970=volkstellingen; 1976 = inwoneraantal op 31 december

## Bezienswaardigheden
- De neogotische Sint-Bavokerk werd gebouwd in 1854-1855, na de afbraak van de oude kerk.
- Het Goed ten Abeele met de Molen Van Roo

## Natuur en landschap
Gontrode ligt op zandige en zandlemige bodem. De hoogte varieert van 8-27 meter. De Gondelbeek stroomt van zuid naar noord door Gontrode.
Een deel van het Aelmoeseneiebos ligt op het grondgebied van Gontrode.

## Verkeer
In het dorp ligt het spoorwegstation van Gontrode. Door het noorden van het grondgebied loopt de autosnelweg A10/E40, die geen op- en afritten heeft in Gontrode zelf.

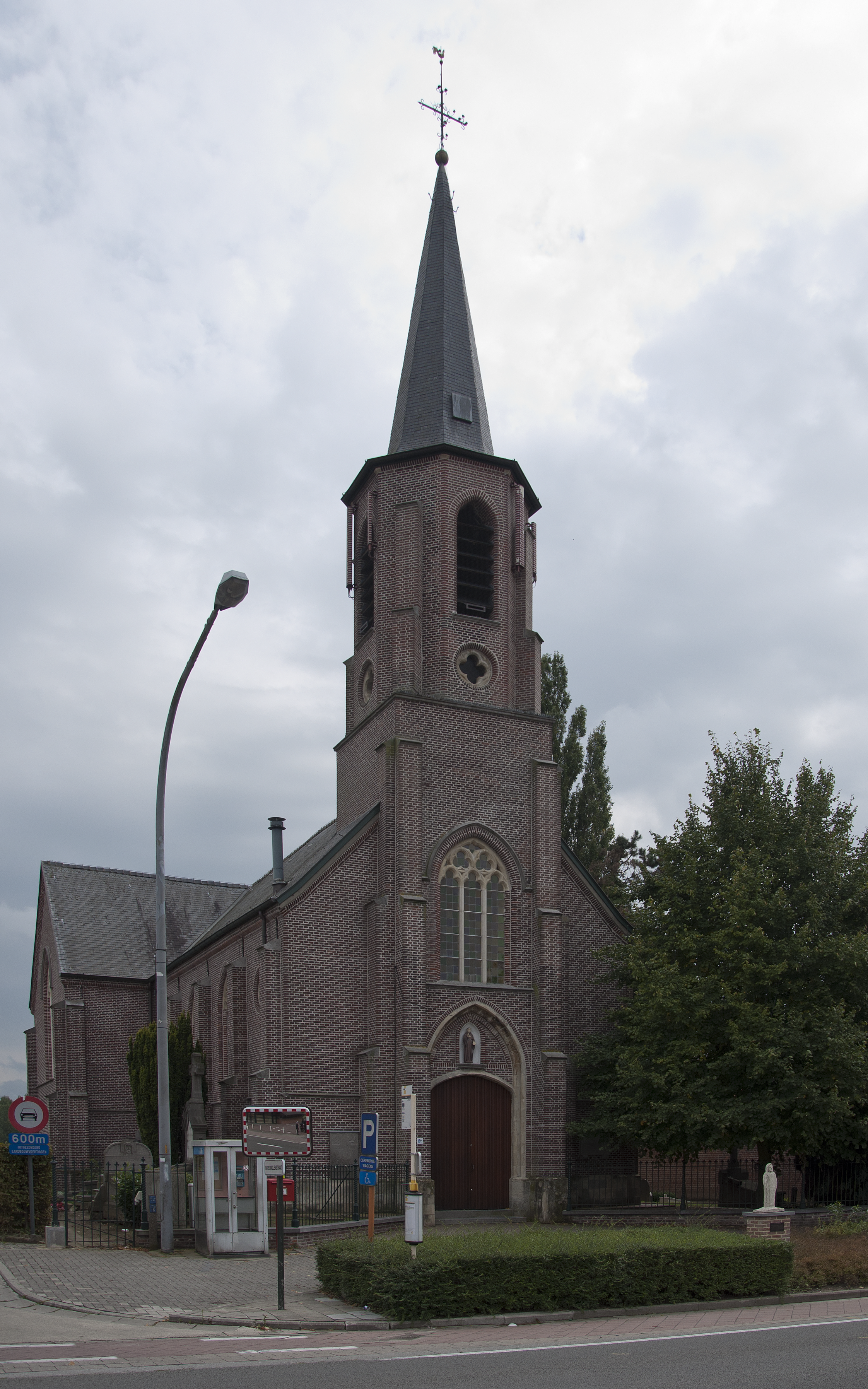
De Sint-Bavokerk
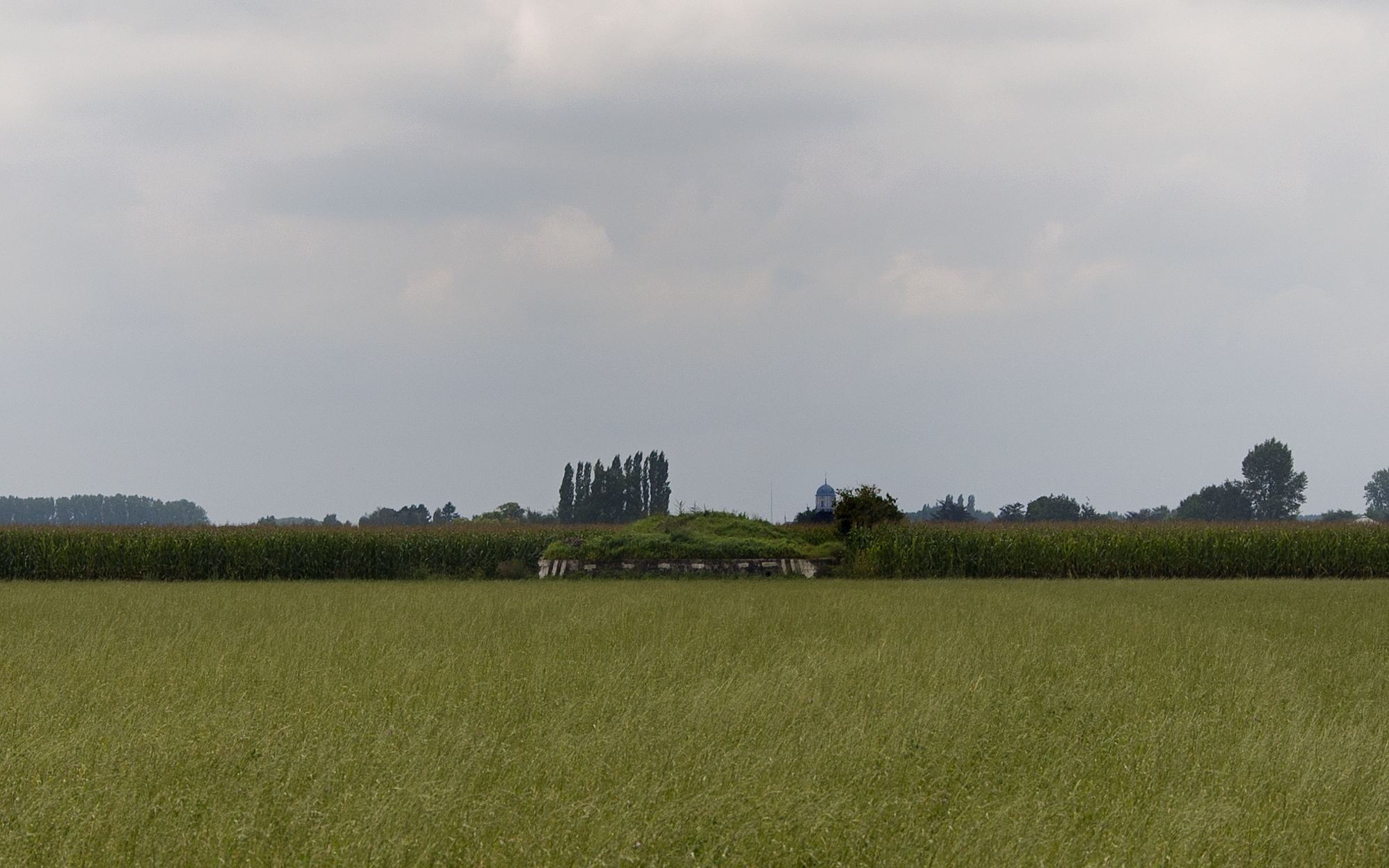
Bunker van het voormalig vliegveld te Gontrode
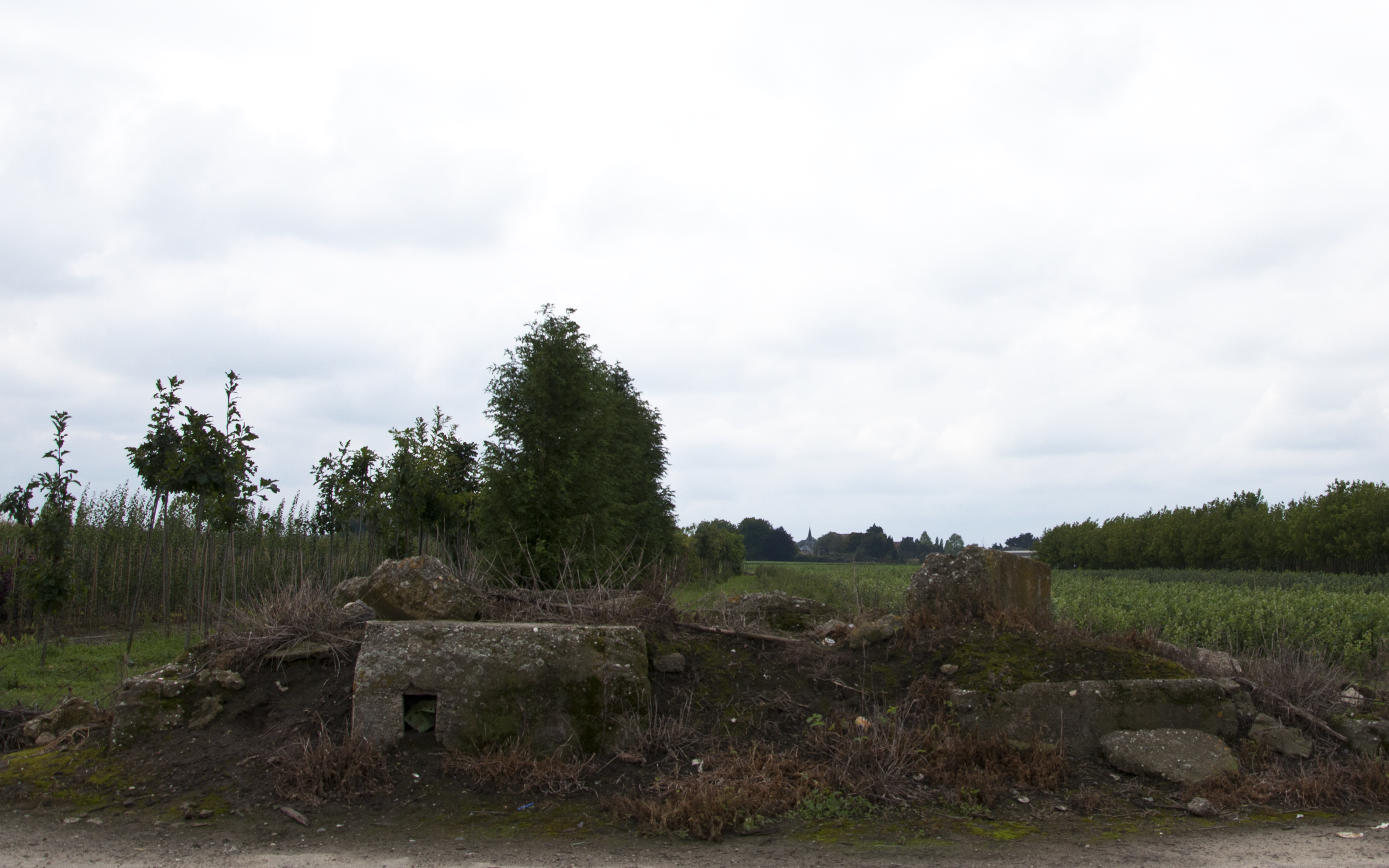
Resten van de voormalige loods voor vliegtuigen en zeppelins te Gontrode

## Nabijgelegen kernen
Melle, Lemberge, Gijzenzele